# Adeodatus I
Adeodatus I, egentligen Deusdedit, född i Rom, död 8 november 618, var påve från 19 oktober 615 till sin död tre år senare, 8 november 618. Hans helgondag firas den 8 november.

## Biografi
Deusdedit föddes i Rom. Han hade varit präst i 40 år och var redan gammal när han valdes till påve. Han var den förste prästen som blev påve utan att först vara vigd till biskop, sedan Johannes II. Han konsekrerades den 19 oktober till påve.
Politiska motsättningar, en jordbävning och utbrott av en epidemi av spetälska tärde hårt på kyrkan och församlingen, varpå Adeadatus uppmanade sitt prästerskap att utså fattigdomen och vidtog själv stora mått för att minska lidandet. Adeodatus brukar tas för den förste påve att använda sigill (därav ordet "bulla"), men de få dekret som brukar tillskrivas honom är troligen inte autentiska. Endast en bulla finns bevarad av honom: hans kontrasigill föreställer den gode herden med sina får, bokstäverna Alfa och Omega underst, och på baksidan står Deusdedit Papæ.